# Tom Tom Club
Tom Tom Club is een Amerikaanse newwavegroep, opgericht door Tina Weymouth en Chris Frantz, bekend van de band Talking Heads. Tom Tom Club is vooral bekend van hun hit Wordy Rappinghood uit 1981, waarmee ze in verschillende landen een eerste plaats is de hitlijsten behaalden.

## Geschiedenis
De band is begonnen als nevenproject van Talking Heads, maar na de hit Wordy Rappinghood uit 1981 is het een volwaardige band geworden. Hun tweede hit was Genius of Love, waarmee ze vooral in de Amerikaanse hitlijsten scoorden.

## Discografie

### Albums
| Album met eventuele hitnotering(en) in de Nederlandse Album Top 100 | Datum van verschijnen | Datum van binnenkomst | Hoogste positie | Aantal weken | Opmerkingen |
| ------------------------------------------------------------------- | --------------------- | --------------------- | --------------- | ------------ | ----------- |
| Tom Tom Club                                                        | 1981                  | -                     | -               | -            | -           |
| Close to the Bone                                                   | 1983                  | -                     | -               | -            | -           |
| Boom Boom Chi Boom Boom                                             | 1988                  | -                     | -               | -            | -           |
| Dark Sneak Love Action                                              | 1992                  | -                     | -               | -            | -           |
| The Good, the Bad, and the Funky                                    | 2000                  | -                     | -               | -            | -           |
| Live @ the Clubhouse                                                | 2003                  | -                     | -               | -            | Live-album  |
| Genius of Live                                                      | 2010                  | -                     | -               | -            | Live-album  |
| Downtown Rockers                                                    | 2012                  | -                     | -               | -            | -           |

### Singles
| Single met eventuele hitnotering(en) in de Nederlandse Top 40 | Datum van verschijnen | Datum van binnenkomst | Hoogste positie | Aantal weken | Opmerkingen             |
| ------------------------------------------------------------- | --------------------- | --------------------- | --------------- | ------------ | ----------------------- |
| Wordy Rappinghood                                             | 1981                  | 01-08-1981            | 2               | 11           | -                       |
| Genius of Love                                                | 1981                  | -                     | -               | -            | -                       |
| Under the Boardwalk                                           | 1982                  | 21-08-1982            | 5               | 7            | cover van The Drifters  |
| The Man with the Four Way Hips                                | 1983                  | -                     | -               | -            | -                       |
| Pleasure of Love                                              | 1983                  | -                     | -               | -            | -                       |
| Don't Say No                                                  | 1988                  | -                     | -               | -            | -                       |
| Suboceana                                                     | 1988                  | -                     | -               | -            | -                       |
| Call of the Wild                                              | 1989                  | -                     | -               | -            | -                       |
| Sunshine and Ecstasy                                          | 1992                  | -                     | -               | -            | -                       |
| You sexy thing                                                | 1992                  | -                     | -               | -            | cover van Hot Chocolate |
| Love to Love You Baby                                         | 2000                  | -                     | -               | -            | cover van Donna Summer  |
| Happiness Can't Buy Money                                     | 2000                  | -                     | -               | -            | -                       |
| Mistletunes                                                   | 2007                  | -                     | -               | -            | -                       |

| Single met hitnotering(en) in de Vlaamse Ultratop 50 | Datum van verschijnen | Datum van binnenkomst | Hoogste positie | Aantal weken | Opmerkingen          |
| ---------------------------------------------------- | --------------------- | --------------------- | --------------- | ------------ | -------------------- |
| Wordy Rappinghood                                    | 1981                  | 08-08-198             | 1               | 12           | in de Radio 2 Top 30 |
| Genius of Love                                       | 1981                  | 07-11-1981            | 26              | 2            | in de Radio 2 Top 30 |
| Under the Boardwalk                                  | 1982                  | 28-08-1982            | 3               | 8            | in de Radio 2 Top 30 |

### NPO Radio 2 Top 2000
| Nummer met noteringen in de NPO Radio 2 Top 2000 | '99  | '00  | '01  | '02  | '03-'08 | '09  |
| ------------------------------------------------ | ---- | ---- | ---- | ---- | ------- | ---- |
| Wordy Rappinghood                                | 1416 | 1237 | 1442 | 1704 | -       | 1990 |

1. ↑  Een '-' betekent dat het nummer niet was genoteerd en een vetgedrukt getal geeft de hoogste notering aan.
2. ↑  Deze tabel is bijgewerkt tot en met de laatste editie (2024).

## Trivia
- In 2003 scoorde de Duitse band Chicks on Speed een hit met een cover van het nummer Wordy Rappinghood.